# Scott Foley
Scott Foley (n. 15 de julio de 1972) es un actor estadounidense.

## Primeros años
Foley nació en Kansas City, Kansas, y tiene dos hermanos, Chris and Sean. Hijo de Connie y Hugh Foley, pasó parte de su infancia en Australia y Japón, debido al trabajo de su padre, empleado de banca internacional.

## Carrera
Uno de los roles más importantes de Foley fue el de Noel Crane en la serie televisiva Felicity. Foley también apareció varias veces en la serie Scrubs como el novio de  Elliot Reid, y en la serie Dawson's Creek como Cliff.
Foley estuvo nominado para los Teen Choice Award por su rol en la película Scream 3. Además de la actuación, Foley se ha desempeñado como director en un episodio de Felicity llamado "El graduado" y en un episodio de Monk llamado "Monk, y el empleado del mes". También produjo la comedia A.U.S.A.
Tuvo un rol protagónico en la serie The Unit de la CBS, y también participó de un capítulo de la serie House.
Scott Foley apareció en tres episodios de la serie. Hoy es uno de los protagonistas más exitosos de la serie Scandal. Cougar Town.Además interpretó el papel de Henry Burton en la serie de televisión Grey's Anatomy.
En 2018 protagonizó la serie de tv "Whiskey Cavalier", como protagonista junto a la actriz Lauren Cohan.

## Vida personal
Estuvo casado entre el 19 de octubre de 2000 y el 30 de marzo de 2004 con la actriz Jennifer Garner y desde el 5 de junio de 2007 está casado con la también actriz Marika Dominczyk, con quien tiene tres hijos, Malina, Keller y Konrad.

## Filmografía
| Películas  | Películas                                   | Películas           | Películas                                                  |
| Año        | Título                                      | Papel               | Notas                                                      |
| ---------- | ------------------------------------------- | ------------------- | ---------------------------------------------------------- |
| 2000       | Self Storage                                | Zack Griffey        |                                                            |
| 2000       | Scream 3                                    | Roman Bridger       | Teen Choice Award (Nominado)                               |
| 2001       | Stealing Time                               | Casey Shepherd      |                                                            |
| 2002       | Below                                       | Lt. Steven Coors    |                                                            |
| 2014       | Let's Kill Ward's Wife (posproducción)      | Tom                 |                                                            |
| 2017       | Naked                                       | Coby Favors         |                                                            |
| 2025       | La Dolce Villa                              | Eric Field          | Protagonista                                               |
| Televisión |                                             |                     |                                                            |
| Año        | Título                                      | Papel               | Notas                                                      |
| 1995       | Sweet Valley High                           | Zack                | Episodio: Blunder Alley                                    |
| 1997       | Crowned and Dangerous                       | Matt                | Telefilme                                                  |
| 1997       | Step by Step                                | Jeremy Beck         | Episodio: A Star is Born                                   |
| 1998       | Dawson's Creek                              | Cliff Elliot        | 5 episodios                                                |
| 1998       | Someone to Love Me: A Moment of Truth Movie | Ian Hall            | Telefilme                                                  |
| 1998       | Forever Love                                | David               | Telefilme                                                  |
| 1998–2002  | Felicity                                    | Noel Crane          | 84 episodios Teen Choice Award (4 nominaciones)            |
| 1999       | Zoe, Duncan, Jack and Jane                  | Montana Kennedy     | 2 episodios: Piloto, Everything You Want to Know About Zoe |
| 2002       | Girls Club                                  | Wayne Henry         | Episodio: Piloto                                           |
| 2002–2009  | Scrubs                                      | Sean Kelly          | 12 episodios                                               |
| 2003       | A.U.S.A.                                    | Adam Sullivan       |                                                            |
| 2004       | Jack & Bobby                                | Lars Christopher    | Episodio: Election Night                                   |
| 2005       | House M. D.                                 | Hank Wiggen         | Episodio: Sports Medicine                                  |
| 2006       | Firestorm: Last Stand at Yellowstone        | Dr. Clay Harding    | Telefilme                                                  |
| 2006–2009  | The Unit                                    | SSG/SFC Bob Brown   | 69 episodios                                               |
| 2009       | The Last Templar                            | Sean Daly           | Miniseries                                                 |
| 2009       | Law & Order: Special Victims Unit           | Dalton Rindell      | Episodio: Hammered                                         |
| 2010       | Cougar Town                                 | Jeff                | 4 episodios                                                |
| 2010–2012  | Grey's Anatomy                              | Henry Burton        |                                                            |
| 2011       | True Blood                                  | Patrick Devins      | 2 episodios (4.12 y 5.2)                                   |
| 2013       | The Goodwin Games                           | Henry Goodwin       | 8 episodios                                                |
| 2013–2018  | Scandal                                     | Jake Ballard        | 68 episodios                                               |
| 2015–2016  | Undateable                                  | Scott Foley         | 4 episodios                                                |
| 2016       | Goldie & Bear                               | Príncipe Encantador | 2 episodios                                                |
| 2019       | Whiskey Cavalier                            | Will Chase          | Protagonista                                               |
| 2021       | The Big Leap                                | Nick Blackburn      | Protagonista                                               |